# Jens Gerlach (Fußballspieler)
Jens Gerlach (* 3. Juli 1970 in Beckendorf) ist ein ehemaliger deutscher Fußballspieler.

## Sportliche Laufbahn

### Vereinskarriere
Er begann 1976 bei der BSG Motor Vorwärts Oschersleben mit dem Fußballspielen. Im Alter von 12 Jahren wechselte er in den Nachwuchsbereich des 1. FC Magdeburg und absolvierte ab 1988 insgesamt 50 Spiele in der DDR-Oberliga für die Elbestädter. Nachdem der 1. FC Magdeburg 1991 die Qualifikation zur 2. Bundesliga verpasst hatte, wechselte der 1,73 Meter große Mittelfeldspieler, der von Freunden und Mitspielern Gerle gerufen wird, zum FC Carl Zeiss Jena.
Mit den Thüringern spielte er drei Jahre in der 2. Bundesliga. Nach dem Abstieg 1994 wurde im darauffolgenden Jahr der direkte Wiederaufstieg geschafft. Dennoch verließ Gerlach 1995 den Verein und wechselte zum SV Waldhof Mannheim. Nach zwei Jahren in Mannheim kehrte er nach Jena zurück und spielte in der Saison 1997/1998 noch einmal eine Spielzeit in Jena. Nach dem Abstieg 1998 ging er zum 1. FC Saarbrücken und nach zwei Jahren wechselte er innerhalb des Saarlands zur SV Elversberg, dem er fünf Jahre treu blieb. Zum Abschluss seiner Karriere spielt er von 2005 bis 2013 beim VfB Dillingen in der Saarlandliga.

### Auswahleinsätze
Im Jahr 1990 war der Magdeburger für zwei Auswahlmannschaften im Einsatz: Im Sommer des Jahres reiste er mit der DDR-Olympiaauswahl in die Vereinigten Staaten und nach der Wiedervereinigung lief er im Dezember eine Halbzeit für die U-21 des DFB in einem Freundschaftsspiel gegen die Schweiz auf.